# Pericallia multimaculata
Pericallia multimaculata là một loài bướm đêm thuộc phân họ Arctiinae, họ Erebidae.